# Christian Heinrich Aschenbrenner
Christian Heinrich Aschenbrenner (Szczecin (Stettin), avui a Polònia, fins 1919 a Prússia, 29 de desembre de 1654 - Jena, 13 de desembre de 1732) fou un compositor i violinista alemany.
Era el fill del mestre de capell Heinrich Aschenbrenner. Va estudiar composició amb Johann Theile. Fou mestre de capella del duc de Merseburg. Fou un notable violinista, deixeble de Johann Heinrich Schmelzer, amb qui va estudiar a Viena des del 1376. El 1677 va ser nomenat mestre de capella al ducat de Zeitz.
Aschenbrenner contribuí en gran manera a crear l'estil propi dels instruments de corda, i en aquest camp va esdevenir un referent a l'execució. Se'n conserven un gran nombre de peces, de les que se'n publicà una col·lecció a Leipzig el 1679.